# Präparator

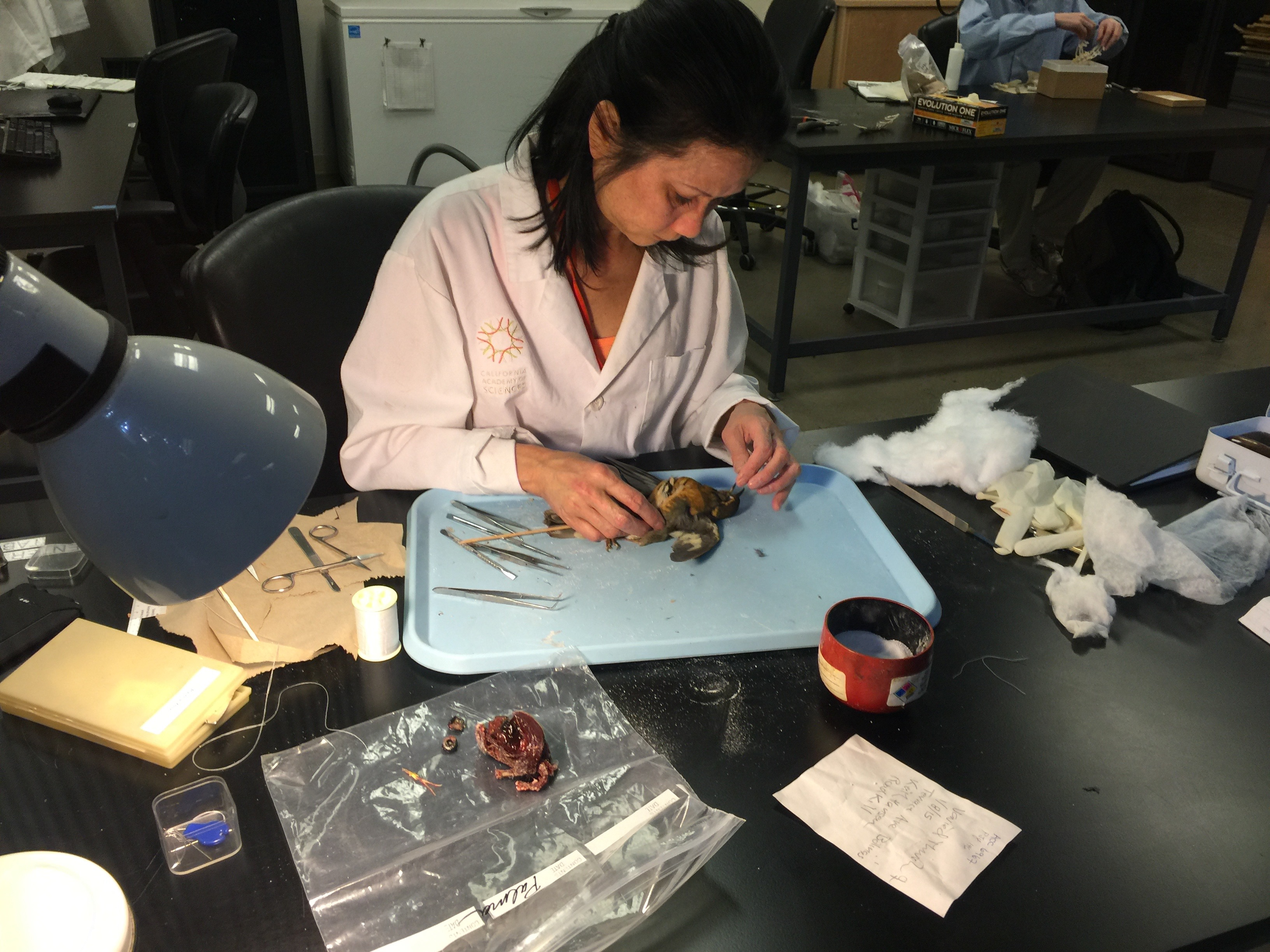
Präparatorin mit Vogelbalg

Präparator (von lateinisch Vorbereitung ‚praeparatio‘) ist eine Berufsbezeichnung in der Biologie, Medizin oder den Geowissenschaften. Die Berufsbezeichnung „Präparator“ ist in Deutschland nicht gesetzlich geschützt. Um den Berufsanfängern in Deutschland eine staatlich anerkannte Ausbildung anzubieten, wurde in Bochum eine Ausbildungsstätte eingerichtet, an der sie nach drei Jahren den Abschluss „Staatlich anerkannter Präparationstechnischer Assistent“ erhalten. Darüber hinaus gibt es die Senckenberg-Schule in Frankfurt am Main für die Fachrichtungen Biologie, Geowissenschaften. In Österreich gibt es in Wien die Berufsschule für Präparatoren. Die Ausbildung läuft drei Jahre im Ausbildungsbetrieb mit zweimonatiger Schulausbildung und endet mit der Gesellenprüfung. Der Beruf zeichnet sich durch die Kombination aus theoretischen Kenntnissen und handwerklich-künstlerischen Fertigkeiten aus.
Anders als die Arbeit des Restaurators erfordert die Präparation spezifische naturwissenschaftliche Grundkenntnisse aus dem jeweiligen Tätigkeitsbereich. Der Beruf wird seit 1977 mit staatlicher Qualifikation unterrichtet.

## In der Biologie

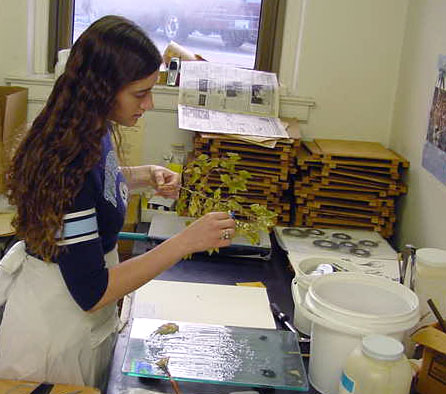
Präparation einer Pflanze für ein Herbarium

Ein biologischer Präparator arbeitet meist an Naturkundemuseen und zoologischen Instituten, wo er Organismen entsprechend ihrem natürlichen Aussehen präpariert (Taxidermie) oder Sammlungsgut konserviert. Darüber hinaus ist der Präparator in Museen meist auch noch an der Sammlungsbetreuung und am Auf- und Umbau von Ausstellungen beteiligt. Auch pflanzliche Präparate für Herbarien und die Biotopgestaltung für Dioramen obliegt dem Präparator. Für Konservierungstechniken benötigt der Präparator entsprechendes Wissen in Chemie und Kunststofftechnik, für die Herstellung von Präparaten auch handwerkliches und gestalterisches Können.
Der biologische Präparator kann auch privatwirtschaftlich tätig sein, meist für Jäger zur Herstellung von Trophäen. Die Präparation mancher Wildtierarten für Privatzwecke ist in Deutschland durch Gesetze reglementiert und entsprechende Genehmigungen sind einzuholen.
Seit dem Jahr 1995 gibt es einen europäischen Wettbewerb der Präparatoren. Er gliedert sich in Kategorien wie Mammals (Säugetiere) oder Reptilien. In jeder Kategorie wählt eine Jury das gelungenste Präparat, das die entsprechende Tiergruppe in möglichst natürlicher Bewegung oder Lebensweise zeigt. Bei der 14. Europameisterschaft, die in Salzburg stattfand, bewarben sich 146 Präparatoren aus 26 Nationen um die Titel. In der Kategorie Mammals überzeugte die Berlinerin Christin Scheinpflug, die im Berliner Naturkundemuseum arbeitet, mit der Gruppe Nebelparder. Die aus dem Tierpark Berlin stammenden weiblichen Tiere, die eines natürlichen Todes gestorben waren, zeigt Scheinpflug in folgender Szene: ein Tier hängt kopfüber an einem Ast, das zweite springt gerade vom Baum herunter. Neben dem Europameistertitel (der übrigens erstmals an eine Frau aus Deutschland verliehen wurde) erhielt Christin Scheinpflug dafür auch drei Sonderpreise. Das preisgekrönte Werk wird im Jahr 2025 noch in der Langen Nacht der Wissenschaften und in der Langen Nacht der Museen zu sehen sein. In der Kategorie Reptilien ging der Europameistertitel an den Berliner Präparator Jan Panniger, der eine Kragenechse gestaltet hat und auch im Naturkundemuseum arbeitet.

## In der Medizin
Der medizinische Präparator findet seine Aufgaben in der Anatomie, Pathologie und Rechtsmedizin, wo ihm auch die Betreuung der Leichen obliegt. In der Anatomie umfasst der Aufgabenbereich die Konservierung der Leichen, das Anfertigen anatomischer Präparate zur Demonstration und für Forschungszwecke (unter anderem auch die Plastination) und die Betreuung des Präparierkurses. In der Pathologie und in der Rechtsmedizin assistiert der Präparator den Ärzten bei der Obduktion, wobei ihm auch insbesondere die Aufgabe der Wiederherstellung des Leichnams zukommt. Auch hier werden Dauerpräparate für wissenschaftliche Untersuchungen, Lehrzwecke und Dokumentation angefertigt. Für diese Tätigkeiten benötigt der Präparator sowohl anatomisches Wissen als auch umfangreiche Kenntnisse zu Konservierungstechniken und gestalterisches Können.

## In den Geowissenschaften

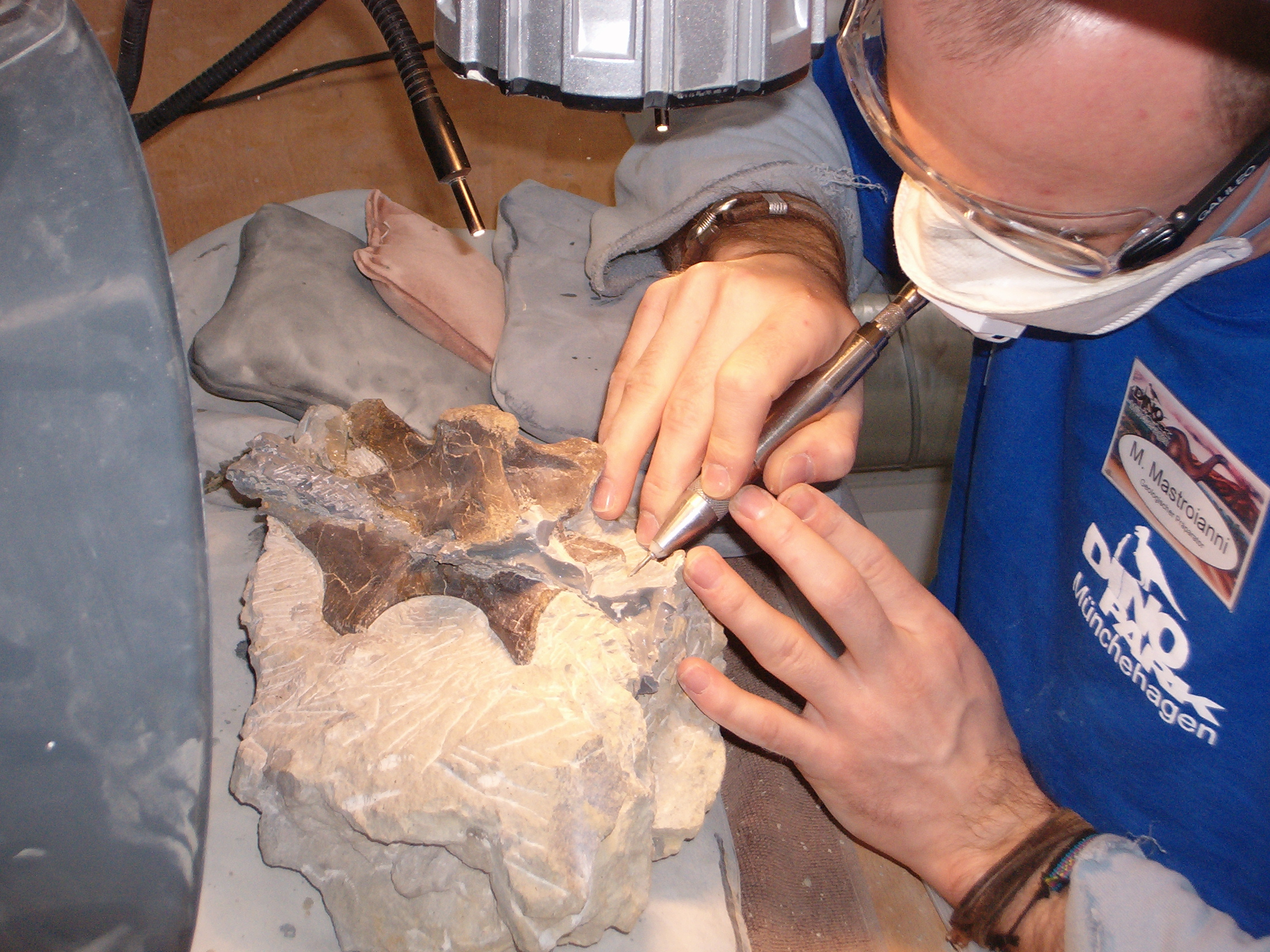
Mechanische Präparation von versteinerten Knochen des Dinosauriers Europasaurus mithilfe eines Druckluftstichels

Geowissenschaftliche Präparatoren sind an geologischen und paläontologischen Instituten und in Naturkundemuseen tätig, arbeiten jedoch auch in der freien Wirtschaft. Zu ihren Aufgaben zählt vor allem die teilweise oder vollständige mechanische Freilegung und gegebenenfalls Konservierung von Fossilien, oft auch die Herstellung von Abgüssen dieser Fossilpräparate sowie von Mineralien und Gesteinen. In wissenschaftlichen Institutionen gehört dies zu den Tätigkeiten, die der Vor- und Aufbereitung von Material, das während der Geländearbeit aufgesammelt wurde, für die wissenschaftliche Bearbeitung dienen. So erfolgt die Herstellung von Abgüssen nicht nur, um Kopien anfertigen zu können, sondern beispielsweise auch, damit elektronenmikroskopische Untersuchungen an bestimmten Partien eines Fossils durchgeführt werden können (zum Beispiel den Zähnen eines Wirbeltiers), ohne dass das Fossil dafür zerstört werden muss. Zu den Aufgaben eines geowissenschaftlichen Präparators kann des Weiteren die Herstellung von Dünn- und Anschliffen von Gesteins- und Mineralproben und Fossilien sowie die chemische Aufbereitung von (fossilhaltigen) Sedimentproben gehören. Als Mitarbeiter paläontologischer Institutionen nehmen Präparatoren nicht selten unmittelbar an Ausgrabungen teil. Im musealen Bereich können sie – in Zusammenarbeit mit dem Lehr- und Forschungspersonal – an der Herstellung einzelner Rekonstruktionen und ganzer Dioramen sowie am Auf- und Umbau von Ausstellungen beteiligt sein.